# David Allan Bromley

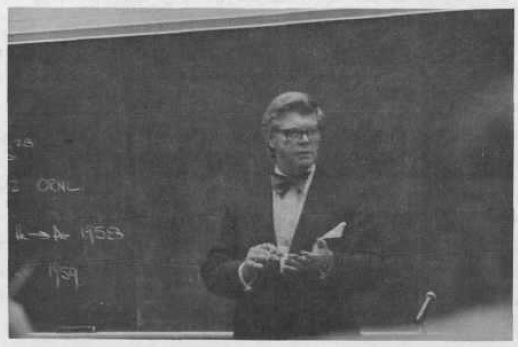
David Allen Bromley in 1973

David Allan Bromley, häufig zitiert als D. Allan Bromley, (* 4. Mai 1926 in Westmeath, Ontario, Kanada; † 10. Februar 2005 in New Haven, Connecticut) war ein kanadisch-US-amerikanischer Kernphysiker, bekannt als Pionier der Schwerionenphysik. Außerdem war er ein einflussreicher Wissenschaftsorganisator in den USA.
Allan Bromley studierte Physik an der Queen’s University in Kingston (Bachelor 1948 mit Bestnoten, Masterabschluss 1950) und an der University of Rochester, wo er 1952 in Kernphysik promoviert wurde. Danach war er dort Instructor und ab 1953 Assistant Professor. 1955 ging er als Wissenschaftler zum staatlichen kanadischen Kerntechnikunternehmen Atomic Energy of Canada Limited in Chalk River. 1958 wurde er dort Abteilungsleiter. 1960 ging er wieder in die USA und wurde 1961 Professor an der Yale University sowie stellvertretender Leiter des Schwerionenbeschleuniger-Laboratoriums. Im selben Jahr wurde er Fellow der American Physical Society. 1963 gründete er das A. W. Wright Nuclear Structure Laboratory an der Yale University, das er bis 1989 leitete. Von 1970 bis 1977 war er Vorstand der Physikfakultät in Yale. In Yale war er ab 1972 Henry Ford II Professor of Physics und ab 2001 der erste Sterling Professor of the Sciences. Nach seiner Zeit als Berater des US-Präsidenten von 1989 bis 1993 wurde er 1994 Dekan der Ingenieursfakultät in Yale, was er bis 2000 blieb. Er hielt weiter bis zu seinem Tod an einem Herzanfall Vorlesungen in Yale.
Bromley war ab 1970 US-Staatsbürger. Er war schon Berater in der Nixon-Administration und sowohl im wissenschaftlichen Berater-Gremium von US-Präsident Ronald Reagan als auch von 1989 bis 1993 wissenschaftlicher Berater (Assistant to the President for Science and Technology) von George Bush sowie erster Direktor des Office of Science and Technology Policy. Er sorgte in dieser Zeit für eine Verstärkung der Wissenschaftsförderung in den USA und den Ausbau des späteren Internets.
Allan Bromley veröffentlichte über 500 wissenschaftliche Artikel insbesondere über Schwerionenreaktionen und Kernstruktur. Er war mehrfacher Ehrendoktor (unter anderem Universität Frankfurt). 1988 erhielt er die National Medal of Science. 2001 erhielt er die Nicholson Medal der American Physical Society, deren Präsident er 1997 war. 1982 war er Präsident der American Association for the Advancement of Science. 1972 wurde er in die American Academy of Arts and Sciences gewählt, 1990 wurde er Mitglied der National Academy of Sciences.

## Schriften
- Herausgeber Treative on heavy ion science, Plenum Press, 8 Bände ab 1984
- A century of physics, Springer 2002
- The president’s scientists:  reminiscences of a White House science advisor, Yale University Press 1994
- Herausgeber mit Vernon Hughes Facets of physics, Academic Press 1970
- Als Übersetzer der Lehrbuchreihe zur Theoretischen Physik von Walter Greiner (siehe dort)